# 8K79
8K79 fue un misil balístico soviético de alcance medio y una sola etapa diseñado por Sergéi Koroliov entre 1960 y 1961. El misil, de 25 toneladas, podía llevar una cabeza de 800 kg hasta a 2300 km de distancia. Contaba con sistema de guiado automático, capacidad de lanzamiento inmediato, podía transportarse por aire y era fácilmente camuflable gracias a su tamaño relativamente pequeño. Se diseñó una versión móvil y otra fija. El propio Brezhnev examinó una maqueta del misil en 1960 y se proyectó desarrollarlo para el periodo entre 1962 y 1965, pero finalmente fue sustituido por un misil diseñado por un equipo competidor y Koroliov abandonó el proyecto en 1961.